# Растыкайловка
Растыкайловка — хутор в Острогожском районе Воронежской области.
Входит в состав Кривополянского сельского поселения.

## Население
| 1859 | 1897 | 2000 | 2005 | 2010 |
| ---- | ---- | ---- | ---- | ---- |
| 515  | ↗662 | ↘126 | ↘103 | ↗131 |

## Инфраструктура
На хуторе имеются три улицы — Садовая, Солнечная, Сиреневая.